# Provincia de Serua
Serua es una de las cuatro provincias de la División Central del archipiélago de Fiyi. 

## Característica
Se encuentrta en la isla Viti Levu, en donde limita al oriente con la de Namosi y al norte y al occidente con Nadroga-Navosa, que se encuentra en la División Norte. Por el sur está bañada por el mar de Koro. Tiene un área de 830 km² y una población de 18.249 habitantes, según el censo de 2007. Su densidad es de 18,63 hab./km².